# Camillo Ripamonti

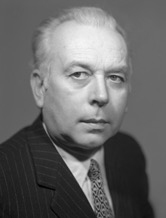
Camillo Ripamonti

Camillo Ripamonti (* 25. Mai 1919 in Gorgonzola, Provinz Mailand; † 23. April 1997) war ein italienischer Politiker der Democrazia Cristiana (DC), der zwischen 1958 und 1968 Mitglied der Abgeordnetenkammer (Camera dei deputati) war und mehrmals Minister in verschiedenen Regierung war. Er war unter anderem zwischen 1968 und 1970 Gesundheitsminister Italiens und gehörte er von 1968 bis 1983 dem Senat (Senato della Repubblica) als Mitglied an. Darüber hinaus war er von 1946 bis 1980 Bürgermeister seiner Geburtsstadt Gorgonzola.

## Leben

### Ingenieur und Abgeordneter
Ripamonti absolvierte nach dem Schulbesuch ein Studium der Ingenieurwissenschaften und war nach dessen Abschluss als Ingenieur tätig. 1946 wurde er Bürgermeister (Sindaco) seiner Geburtsstadt Gorgonzola und bekleidete dieses Amt 34 Jahre lang bis zu seiner Ablösung durch Mario Villa 1980. Er war zeitweilig Präsident des Nationalen Instituts für Stadtplanung (Istituto nazionale di urbanistica) sowie Präsident des Lombardischen Instituts für Wirtschafts- und Sozialstudien ILSES (Istituto lombardo di studi economici e sociali). Ferner fungierte er zeitweise als Präsident des Institutes für soziale Familiendienste (Istituto servizio sociale familiare).
Bei den Wahlen vom 25. Mai 1958 wurde Ripamonti für die Democrazia Cristiana (DC) erstmals zum Mitglied der Abgeordnetenkammer (Camera dei deputati) gewählt und vertrat in dieser bis zum 4. Juni 1968 den Wahlkreis Milano. Während der dritten Legislaturperiode war er von Juni 1958 bis Juni 1968 Mitglied des Ausschusses für öffentliche Arbeiten sowie zugleich zwischen März 1962 und Mai 1963 Sekretär eines Ausschusses zur Untersuchung von Streitigkeiten zwischen den Abgeordneten Fiorentino Sullo und Alfredo Covelli.

### Senator und Minister
Bei den Wahlen vom 19. April 1968 wurde Ripamonti schließlich zum Mitglied des Senats (Senato della Repubblica) und vertrat in diesem bis zum 11. Juli 1983 die Interessen der Region Lombardei.
Am 12. Dezember 1968 berief Ministerpräsident Mariano Rumor zum Gesundheitsminister (Ministro della sanità) in dessen erstes Kabinett und bekleidete dieses Amt auch im zweiten Kabinett Rumor bis zum 26. März 1970. Im dritten Kabinett Rumor sowie im Kabinett Colombo bekleidete er vom 27. März 1970 bis zum 16. Februar 1972 das Amt eines Ministers ohne Geschäftsbereich für die Koordinierung der Initiativen für wissenschaftliche Forschung und Technologie (Ministro senza portafoglio per il coordinamento delle iniziative per la ricerca scientifica e tecnologica). Dem ersten Kabinett Andreotti gehörte er zwischen dem 17. Februar und dem 24. Juni 1972 als Außenhandelsminister (Ministro del commercio con l’estero) an. 
Während der fünften Legislaturperiode war er von Juli 1968 bis Mai 1972 zudem Mitglied des Ständigen Senatsausschusses für öffentliche Arbeiten, Verkehr, Post, Telekommunikation und die Handelsmarine sowie zugleich von Oktober 1971 bis Mai 1972 Mitglied des Ständigen Senatsausschusses für Hygiene und Gesundheit. In der sechsten Legislaturperiode war Ripamonti, der auch zeitweilig Mitglied des Ausschusses für Luftfahrtwissenschaften war, im Juli 1972 kurzzeitig Mitglied des Ständigen Senatsausschusses für Auswärtiges sowie danach von Juli 1972 bis Juli 1973 Vorsitzender des Ständigen Senatsausschusses für Industrie, Handel und Tourismus. Daneben gehörte er zwischen Juli 1972 und Juli 1973 auch dem Ständigen Senatsausschuss für öffentliche Arbeiten und Kommunikation als Mitglied an.
Danach bekleidete er im vierten Kabinett Rumor vom 6. Juli 1973 bis zum 13. März 1974 das Amt eines Ministers ohne Geschäftsbereich für die schönen Künste (Ministro senza portafoglio per i beni culturali) sowie anschließend im fünften Kabinett Rumor zwischen dem 24. März und dem 22. November 1974 die Funktion des Ministers für Tourismus und Veranstaltungen (Ministro del turismo e dello spettacolo).
Nach seinem Ausscheiden aus der Regierung gehörte er während der sechsten bis achten Legislaturperiode von Dezember 1974 bis Juli 1983 dem Ständigen Haushaltsausschuss des Senats an. Gleichzeitig war er nach dem schweren Erdbeben von Friaul am 6. Mai 1976 von September 1976 bis Juni 1979 Vorsitzender des Senatssonderausschusses für Erdbeben in der Region Friaul-Julisch Venetien sowie zwischen Juli 1977 und Juni 1979 zugleich Vorsitzender des Sonderausschusses des Senats für den Wiederaufbau der Region Friaul-Julisch Venetien. Zuletzt war Ripamonti in der achten Legislaturperiode von Juli 1979 bis Juli 1983 auch Mitglied des Ausschusses für Angelegenheiten der Europäischen Gemeinschaft.